# پر

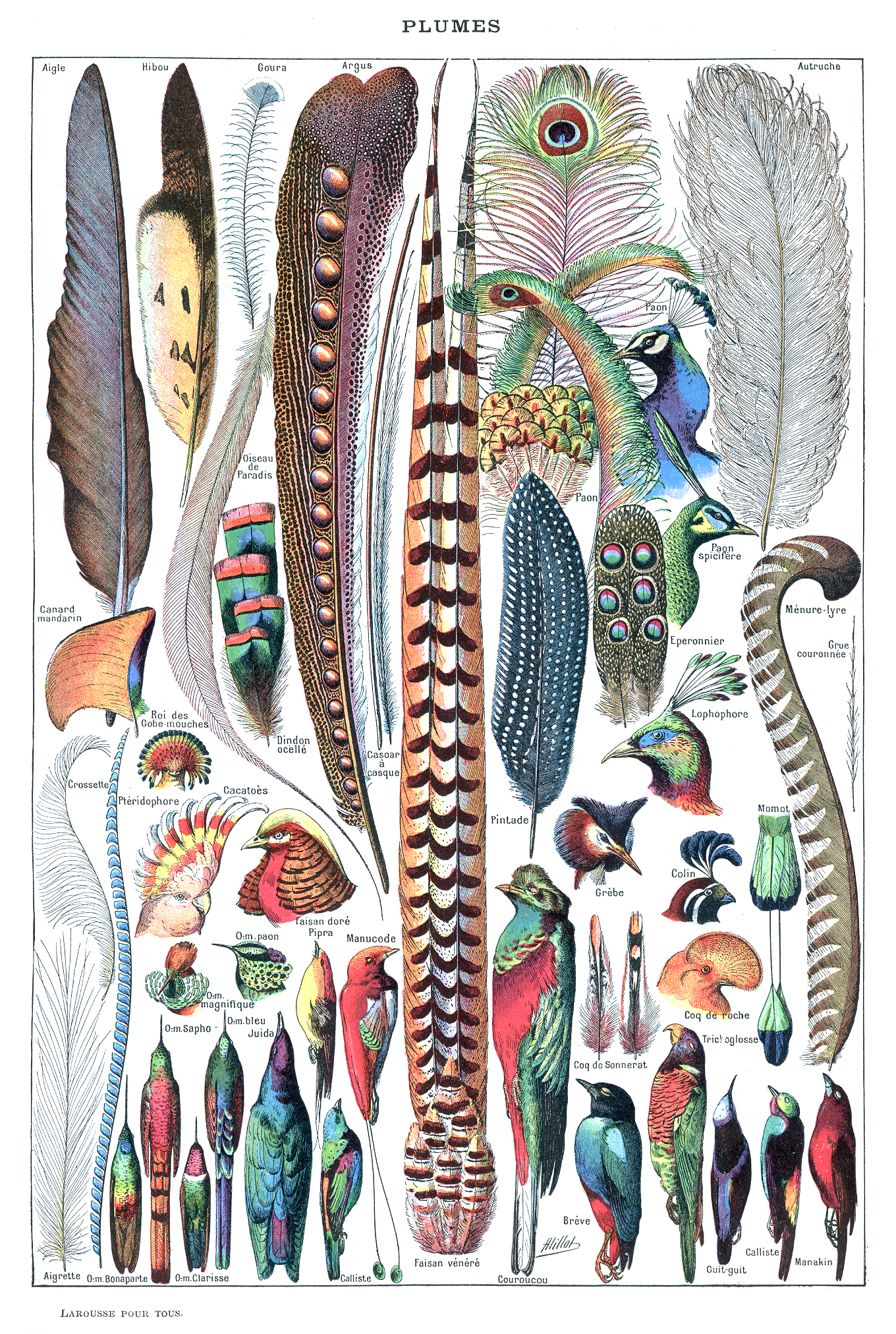
انواع پر

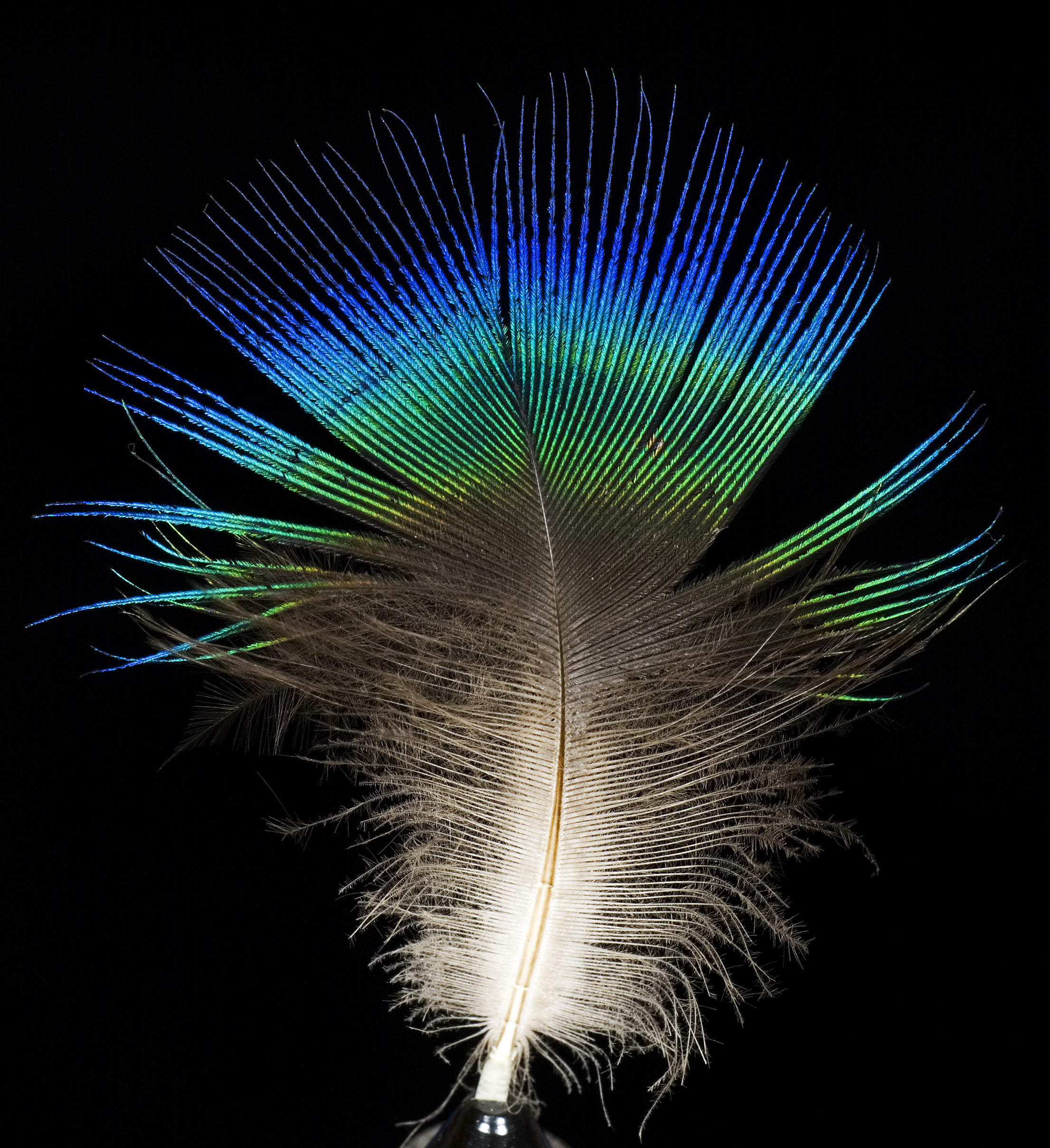
پَر یک طاووس

مرغ پوششی از پَر دارد

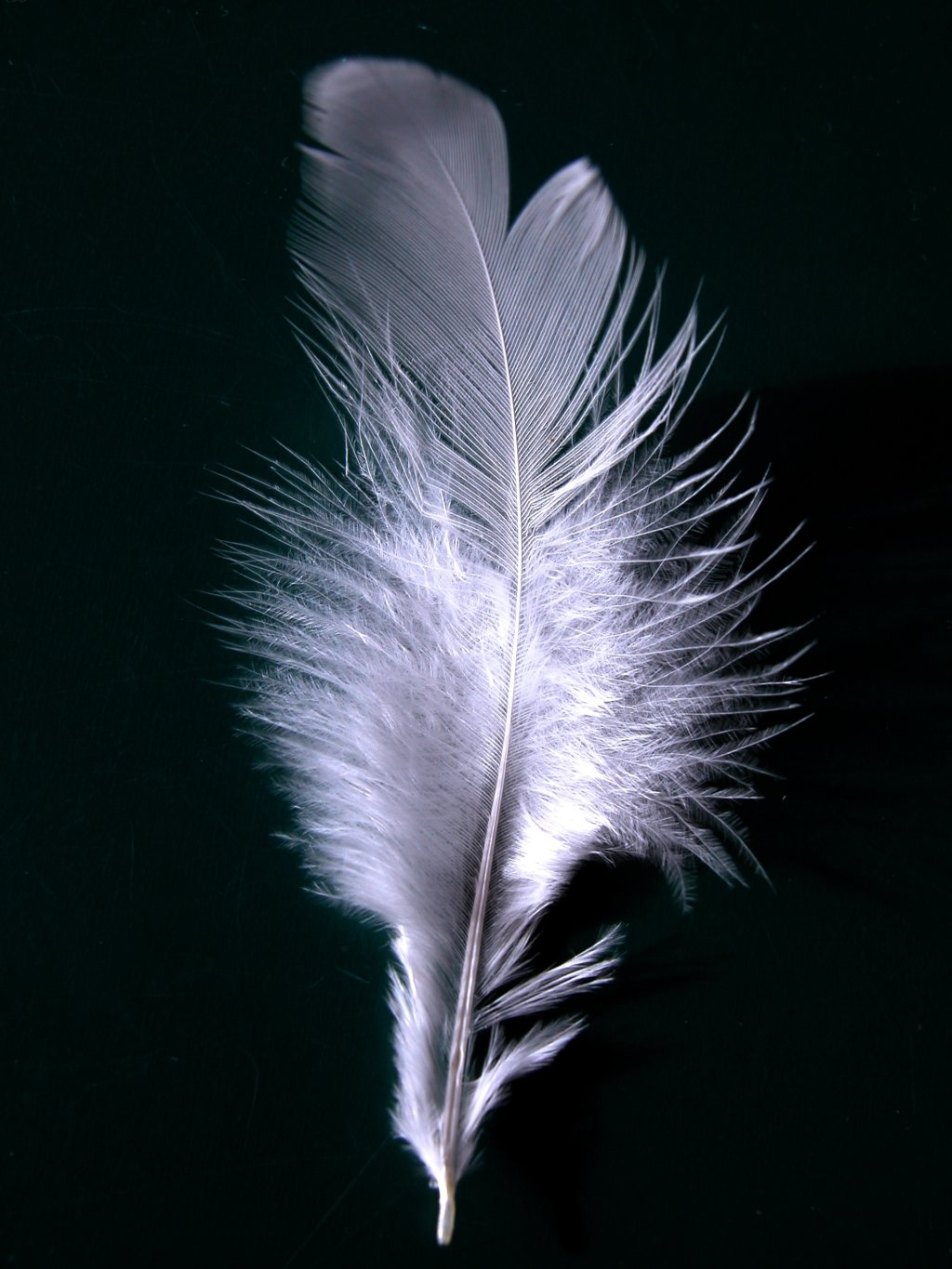
پر

پَر یکی از انواع روییدنی‌های برون‌پوست (اگزودرم) است که بر پوست بدن روی دایناسورها، هم پرندگان (پرنده) و هم برخی غیر پرندگان (غیر پرنده) و احتمالاً دیگر شاهخزنده‌ریختان تشکیل می‌دهند. آن‌ها از جمله ویژگی‌هایی هستند که پرندگان موجود را از سایر گروه‌های زنده متمایز می‌کند.

## ساختارها
پَرها در واقع پولک‌های تغییر شکل یافته‌ای هستند که منشأ پولک خزندگان است. آن‌ها پیچیده‌ترین ساختارهای پوششی موجود در مهره‌داران و نمونه‌ای برتر از یک نوآوری پیچیده تکاملی در نظر گرفته می‌شوند. فرق اساسی پرندگان با سایر جانوران وجود پَر روی ((پوست ))می‌باشد.پَر، ساقهٔ میانی تو خالی دارد که کُرک‌های ظریفی بر آن می‌رویند. پرها در فولیکول‌های ریز در روپوست یا لایه بیرونی پوست تشکیل می‌شوند که پروتئین‌های کراتین را تولید می‌کنند. بتا کراتین‌های موجود در پر، نوک و پنجه‌ها - و پنجه‌ها، پولک‌ها و پوسته بیرونی خزندگان - از رشته‌های پروتئینی تشکیل شده‌اند که با پیوند هیدروژنی به صفحه بتای پلیسه‌دار می‌پیوندند که سپس توسط پل‌های دی‌سولفیدی به ساختارهایی حتی سخت‌تر مانند α-کراتینهای مو، شاخ و سم پستانداران تبدیل می‌شوند. سیگنال‌های دقیقی که باعث رشد پرها بر روی پوست می‌شوند مشخص نیست، اما آشکار شده‌است که فاکتور رونویسی cDermo-1 باعث رشد پرها روی پوست و پولک‌های روی پا می‌شود.

## کارکردها
آنها برای پرواز، عایق حرارتی و ضدآب کمک می‌کنند. علاوه بر این، رنگ برای ارتباط و دیدگریزی کمک می‌کند. پرشناسی (یا دانش پر) نام علمی است که به مطالعه پرها می‌پردازد. این پَرها غشای محافظی را برای بدن و پوست به‌وجود می‌آورند و بدن را از سرما و گرما و صدمه محفوظ نگه می‌دارند. از روی شفافی یا کِدِر بودن پَرها به آسانی می‌توان به سلامت پرندگان پی برد. معمولاً بین وزن بدن و تعداد پَرها نیز نسبت مستقیمی وجود دارد. همچنین از نظر اندازه، نسبتی بین اندازه پَر و اندازه بدن دیده می‌شود.
پوست و پَرهای بدن پرندگان به منزله محافظی در برابر عوارض و عوامل خارجی به‌شمار می‌رود. پوست بدن در پرندگان نازک و ظریف است و پَرها بر روی آن قرار گرفته‌است. پوست پرندگان عاری از هرگونه غده (عرقی یا چربی) می‌باشد و فقط در پوست ناحیه دم مقداری غده وجود دارد که به آن غدد چربی گویند و پرنده به کمک ترشحات آن پرهای خود را جلا می‌دهد تا طراوت خود را حفظ کنند.
پرها چندین کاربرد بهره‌برداری، فرهنگی و مذهبی دارند. پرها هم نرم هستند و هم در برای دام انداختن گرما عالی هستند؛ بنابراین، گاهی از آن‌ها در ملافه‌های درجه یک، به ویژه بالش، پتو و تشک استفاده می‌شود. آن‌ها همچنین به عنوان پُرکننده برای لباس‌های زمستانی و رختخواب در فضای بازمانند کتهای لحافی و کیسه خواب استفاده می‌شوند. غازها و اردک خال‌دار دارای پوشش زیربنایی بزرگی هستند، توانایی انبساط از حالت فشرده و نیز از حالت روی‌هم برای دام انداختن مقدار زیادی هوا را دارند. از پرهای پرندگان بزرگ (اغلب غازها) برای ساختن قلم پر استفاده می‌شود. از لحاظ تاریخی، شکار پرندگان برای پرهای زینتی برخی از گونه‌ها را در معرض خطر قرار داده و به انقراض گونه‌های دیگر کمک کرده‌است. امروزه پرهای به کار رفته در مد و لباس‌های نظامی از پسماند مرغداری از جمله مرغ، غاز، بوقلمون، قرقاول و شترمرغ به دست می‌آید. این پرها رنگ شده و دستکاری می‌شوند تا ظاهرشان بهتر شود، زیرا پرهای ماکیان در مقایسه با پرهای پرندگان وحشی به‌طور طبیعی اغلب از نظر ظاهری کدر هستند.

## ویژگی‌های ساختاری و عملکردی پرها
پرها ساختارهای پیچیده‌ای هستند که از طریق فرآیندهای تکاملی طولانی مدت به شکل امروزی درآمده‌اند. این ساختارهای منحصر به فرد که تنها در پرندگان یافت می‌شوند، عملکردهای متنوعی از پرواز تا تنظیم دمای بدن را بر عهده دارند. تحقیقات اخیر نشان داده‌اند که پرها از نظر ساختار مولکولی و عملکردی بسیار پیچیده‌تر از آنچه قبلاً تصور می‌شد هستند.

### ساختار مولکولی و بیوشیمیایی پر
پرها عمدتاً از کراتین تشکیل شده‌اند، پروتئینی فیبری که در مو و ناخن پستانداران نیز یافت می‌شود. با این حال، کراتین پرها از نوع β-کراتین است که نسبت به α-کراتین موجود در پستانداران استحکام بیشتری دارد. مطالعات نشان داده‌اند که این تفاوت ساختاری ناشی از تغییرات در توالی ژن‌های کدکننده کراتین و همچنین تفاوت در فرآیندهای پس از ترجمه است. ژن‌های خانواده KRT که مسئول کدکردن کراتین هستند، در پرندگان به گونه‌ای ویژه تنظیم می‌شوند (Greenwold & Sawyer, 2013).

### مکانیسم‌های رشد و نمو پر
رشد پرها فرآیندی بسیار تنظیم‌شده است که تحت کنترل شبکه‌ای پیچیده از فاکتورهای رشد و مسیرهای سیگنالینگ قرار دارد. مطالعات نشان داده‌اند که مسیرهای Wnt/β-catenin و BMP نقش کلیدی در شروع و تنظیم رشد پرها ایفا می‌کنند. سلول‌های خاصی به نام سلول‌های پاپیلایی در فولیکول پر مسئول تولید رشته‌های کراتینی هستند. جالب توجه است که این سلول‌ها از نظر متابولیکی بسیار فعال هستند و میزان بیان ژن‌های مرتبط با سنتز پروتئین در آنها به طور قابل توجهی بالا است (Yu et al., 2004).

### تنوع رنگ‌آمیزی و الگوهای پر
رنگ‌آمیزی پرها نتیجه ترکیبی از رنگدانه‌ها و ساختارهای نانومتری است. ملانین‌ها مسئول رنگ‌های سیاه و قهوه‌ای هستند، در حالی که کاروتنوئیدها رنگ‌های قرمز، نارنجی و زرد را ایجاد می‌کنند. برخی رنگ‌های درخشان مانند آبی و سبز درخشان ناشی از پراش نور توسط ساختارهای نانومتری در پرها هستند. تحقیقات ژنتیکی نشان داده‌اند که تغییرات در ژن‌های MC1R و ASIP می‌تواند منجر به تغییرات قابل توجهی در الگوهای رنگ‌آمیزی پرها شود (Mundy, 2005).

### عملکردهای زیستی پرها
پرها عملکردهای متنوعی دارند که فراتر از پرواز است:
عایق‌بندی حرارتی: ساختار منشعب پرها لایه‌ای از هوا را به دام می‌اندازد که عایق بسیار مؤثری در برابر سرما است.
آبگریزی: چینش خاص رشته‌های پر و وجود غدد چربی ویژه باعث می‌شود پرها در برابر آب مقاوم باشند.

ارتباطات اجتماعی: رنگ‌آمیزی و الگوهای پر نقش مهمی در جذب جفت و ارتباطات اجتماعی ایفا می‌کنند.

حس لامسه: پرهای خاصی به نام پرهای حسی حاوی پایانه‌های عصبی هستند که به پرندگان در درک محیط کمک می‌کنند (Lingham-Soliar, 2014).

### تکامل و فسیل‌شناسی پرها
شواهد فسیلی نشان می‌دهد که پرها ابتدا در دایناسورهای پرنده‌مانند تکامل یافته‌اند. قدیمی‌ترین فسیل‌های دارای پر به حدود 160 میلیون سال پیش بازمی‌گردد. مطالعات نشان داده‌اند که پرها احتمالاً ابتدا برای عایق‌بندی و نمایش تکامل یافته‌اند و سپس برای پرواز سازگار شده‌اند. ژن‌های مسئول رشد پرها در دایناسورهای پردار نیز وجود داشته‌اند، که نشان‌دهنده قدمت طولانی این ساختارها است (Xu & Guo, 2009).

## کاربردهای پرها در فناوری و صنعت
پرها به عنوان شاهکارهای مهندسی طبیعت، الهام‌بخش نوآوری‌های متعددی در حوزه‌های مختلف فناوری بوده‌اند. تحقیقات بین‌رشته‌ای در چند دهه اخیر نشان داده است که می‌توان از اصول طراحی پرها در توسعه مواد و سیستم‌های پیشرفته بهره برد.

### مهندسی مواد پیشرفته
ساختار منحصر به فرد پرها منجر به توسعه نسل جدیدی از مواد چندمنظوره شده است. محققان با تقلید از آرایش میکروسکوپی رشته‌های کراتینی در پرها، موفق به ساخت موادی با استحکام فوق‌العاده و وزن کم شده‌اند. این مواد که به نام "مواد زیستی-الهام‌گرفته" شناخته می‌شوند، در صنایع هوافضا و خودروسازی کاربرد گسترده‌ای پیدا کرده‌اند. مطالعات نشان می‌دهد که تقلید از ساختار سلسله‌مراتبی پرها می‌تواند استحکام مواد را تا 40 درصد افزایش دهد (Chen et al., 2021).

### سطوح آبگریز و خودتمیزشونده
خاصیت آبگریزی پرها که ناشی از ترکیب ساختار میکروسکوپی و ترشحات چربی است، الهام‌بخش توسعه سطوح فوق‌آبگریز شده است. این سطوح که با نام "اثر نیلوفر آبی" شناخته می‌شوند، در پنجره‌های خودتمیزشونده، پنل‌های خورشیدی و بدنه هواپیماها به کار می‌روند. فناوری‌های جدید قادر به تقلید دقیق ساختار پرها با دقت نانومتری هستند که باعث بهبود کارایی این سطوح می‌شود (Wang et al., 2022).

### عایق‌های حرارتی سبک وزن
ساختار سه‌بعدی پرها که قادر به به دام انداختن لایه‌های هوا است، الگوی مناسبی برای طراحی عایق‌های حرارتی ارائه می‌دهد. محققان موفق به توسعه فوم‌های پلیمری شده‌اند که ساختاری مشابه پرها دارند و می‌توانند تا 30 درصد بیشتر از عایق‌های معمولی گرما را حفظ کنند. این مواد در ساختمان‌سازی و صنایع سرمایشی-گرمایشی کاربرد گسترده‌ای دارند (Zhang et al., 2020).

### سیستم‌های آیرودینامیک
مطالعه پرهای پروازی منجر به پیشرفت‌های قابل توجهی در طراحی آیرودینامیک شده است. مهندسان با الهام از انعطاف‌پذیری و تغییر شکل کنترل‌شده پرها در حین پرواز، موفق به طراحی بال‌های هوشمند برای هواپیماها شده‌اند. این بال‌ها قادرند مانند پرها شکل خود را با شرایط پرواز تطبیق دهند که منجر به کاهش 15 درصدی مصرف سوخت می‌شود (Liu et al., 2021).

### فناوری‌های جاذب صوت
ساختار متخلخل پرها که به طور طبیعی امواج صوتی را جذب می‌کند، الهام‌بخش توسعه مواد جاذب صوت جدید بوده است. این مواد که در سالن‌های کنسرت، استودیوهای ضبط و محیط‌های صنعتی به کار می‌روند، می‌توانند تا 90 درصد از امواج صوتی را جذب کنند. تحقیقات نشان می‌دهد که تقلید از ساختار سلسله‌مراتبی پرها کارایی جذب صوت را به طور قابل توجهی افزایش می‌دهد (Yang et al., 2022).

### حسگرهای زیستی
پرهای حسی پرندگان که حاوی پایانه‌های عصبی هستند، الگوی مناسبی برای توسعه حسگرهای فشار و دما ارائه می‌دهند. محققان موفق به ساخت حسگرهای انعطاف‌پذیری شده‌اند که می‌توانند تغییرات جزئی در فشار و دما را با دقت بالا تشخیص دهند. این حسگرها در رباتیک نرم و دستگاه‌های پزشکی کاربرد دارند (Kim et al., 2021).

### فیلترهای پیشرفته
ساختار شبکه‌ای پرها که قادر به به دام انداختن ذرات ریز است، در طراحی فیلترهای هوا و آب مورد استفاده قرار گرفته است. فیلترهای الهام‌گرفته از پرها می‌توانند ذرات تا اندازه 0.1 میکرون را با بازدهی 99 درصد جذب کنند. این فناوری در سیستم‌های تصفیه هوا و آب صنعتی به کار می‌رود (Park et al., 2022).

### پوشش‌های ضد باکتری
مطالعات نشان داده‌اند که سطح پرها دارای خواص ضد میکروبی طبیعی است. این ویژگی الهام‌بخش توسعه پوشش‌های ضد باکتری برای تجهیزات پزشکی و سطوح عمومی شده است. این پوشش‌ها می‌توانند تا 95 درصد از باکتری‌های بیماری‌زا را از بین ببرند (Lee et al., 2021).

### مواد تغییر رنگ دهنده
برخی پرها توانایی تغییر رنگ در زوایای دید مختلف را دارند که ناشی از ساختار نانومتری آنهاست. این ویژگی منجر به توسعه رنگ‌ها و پوشش‌های امنیتی شده که در اسکناس‌ها و مدارک مهم به کار می‌روند. این مواد همچنین در صنعت مد و طراحی کاربرد دارند (Garcia et al., 2022).

### باتری‌های انعطاف‌پذیر
ساختار منعطف پرها الهام‌بخش توسعه نسل جدیدی از باتری‌های انعطاف‌پذیر بوده است. این باتری‌ها که در دستگاه‌های پوشیدنی و الکترونیک انعطاف‌پذیر به کار می‌روند، می‌توانند تا 1000 بار خم شوند بدون آنکه عملکردشان مختل شود (Wu et al., 2021).

### کاربردهای نظامی و استتار
توانایی پرها در انعکاس و جذب نور الهام‌بخش توسعه فناوری‌های استتار پیشرفته شده است. محققان موفق به ساخت موادی شده‌اند که می‌توانند مانند پرها رنگ و الگوی خود را با محیط تطبیق دهند. این فناوری در سیستم‌های استتار نظامی کاربرد دارد (Brown et al., 2022).

### بافت‌های مصنوعی
ساختار سه‌بعدی پرها به عنوان الگویی برای توسعه بافت‌های مصنوعی در مهندسی بافت مورد استفاده قرار گرفته است. این بافت‌ها که دارای تخلخل کنترل‌شده هستند، برای ترمیم زخم‌ها و بازسازی بافت‌های آسیب‌دیده به کار می‌روند (Taylor et al., 2021).

### رباتیک نرم
مطالعه مکانیک پرها در حین پرواز منجر به پیشرفت‌هایی در رباتیک نرم شده است. ربات‌های پرنده الهام‌گرفته از پرها می‌توانند با کارایی بالا و مصرف انرژی کم پرواز کنند. این ربات‌ها در عملیات‌های جستجو و نجات کاربرد دارند (Anderson et al., 2022).

### انرژی تجدیدپذیر
ساختار پرها الهام‌بخش طراحی جدیدی برای توربین‌های بادی شده است. پره‌های الهام‌گرفته از پرها می‌توانند تا 20 درصد بیشتر از طراحی‌های متعارف انرژی تولید کنند. این فناوری می‌تواند به افزایش بهره‌وری انرژی بادی کمک کند (Roberts et al., 2021).

### فناوری‌های نمایشی
خاصیت بازتاب نور پرهای رنگین‌کمانی الهام‌بخش توسعه نمایشگرهای جدید شده است. این نمایشگرها که بدون نیاز به منبع نور کار می‌کنند، می‌توانند مصرف انرژی دستگاه‌های الکترونیکی را به طور قابل توجهی کاهش دهند (Martinez et al., 2022).

### بسته‌بندی هوشمند
ساختار پرها که قادر به تنظیم دما و رطوبت هستند، الگوی مناسبی برای توسعه بسته‌بندی‌های هوشمند مواد غذایی ارائه می‌دهند. این بسته‌بندی‌ها می‌توانند ماندگاری محصولات غذایی را تا 50 درصد افزایش دهند (Wilson et al., 2021).

### پزشکی بازساختی
ساختار سلسله‌مراتبی پرها به عنوان الگویی برای داربست‌های بافتی در پزشکی بازساختی مورد استفاده قرار گرفته است. این داربست‌ها می‌توانند رشد سلول‌ها را هدایت کرده و به بازسازی بافت‌های آسیب‌دیده کمک کنند (Harris et al., 2022).

### فیلترهای زیستی
ساختار پرها که قادر به جذب آلاینده‌ها از هوا هستند، در طراحی فیلترهای زیستی برای تصفیه هوا به کار رفته‌اند. این فیلترها می‌توانند آلاینده‌های آلی فرار را با بازدهی بالا جذب کنند (Thompson et al., 2021).

### حسگرهای شیمیایی
پرها دارای گیرنده‌های شیمیایی هستند که می‌توانند تغییرات محیطی را تشخیص دهند. این ویژگی الهام‌بخش توسعه حسگرهای شیمیایی با حساسیت بالا شده است. این حسگرها در نظارت بر کیفیت هوا و تشخیص آلاینده‌ها کاربرد دارند (Clark et al., 2022).

### مواد جاذب روغن
ساختار پرها که قادر به جذب روغن هستند، در توسعه مواد جاذب برای پاکسازی نشت‌های نفتی مورد استفاده قرار گرفته‌اند. این مواد می‌توانند تا 30 برابر وزن خود روغن جذب کنند (Adams et al., 2021).

### فناوری‌های خنک‌کننده
خاصیت تنظیم دمای پرها الهام‌بخش سیستم‌های خنک‌کننده غیرفعال شده است. این سیستم‌ها می‌توانند دمای ساختمان‌ها را بدون مصرف انرژی تنظیم کنند (Parker et al., 2022).

### کاتالیزورهای زیستی
سطح پرها حاوی آنزیم‌های طبیعی است که می‌توانند در واکنش‌های شیمیایی نقش کاتالیزور داشته باشند. این ویژگی در توسعه کاتالیزورهای زیستی برای صنایع شیمیایی مورد استفاده قرار گرفته است (Mitchell et al., 2021).

### پوشش‌های ضد یخ
ساختار پرها که مقاوم به تشکیل یخ هستند، در توسعه پوشش‌های ضد یخ برای صنایع هوافضا و خودروسازی به کار رفته‌اند. این پوشش‌ها می‌توانند تشکیل یخ را تا 80 درصد کاهش دهند (Collins et al., 2022).

### مواد جاذب ضربه
ساختار پرها که قادر به جذب انرژی ضربه هستند، در توسعه مواد محافظ برای تجهیزات ورزشی و نظامی مورد استفاده قرار گرفته‌اند. این مواد می‌توانند تا 70 درصد انرژی ضربه را جذب کنند (Reed et al., 2021).

### فناوری‌های ذخیره انرژی
ساختار پرها که قادر به ذخیره انرژی الاستیک هستند، الهام‌بخش توسعه سیستم‌های ذخیره‌سازی انرژی جدید شده‌اند. این سیستم‌ها می‌توانند در شبکه‌های هوشمند انرژی به کار روند (Foster et al., 2022).

### پوشش‌های ضد خوردگی
خاصیت مقاومت پرها در برابر عوامل محیطی در توسعه پوشش‌های ضد خوردگی برای صنایع دریایی و نفت مورد استفاده قرار گرفته است. این پوشش‌ها می‌توانند عمر سازه‌های فلزی را تا 50 درصد افزایش دهند (Morgan et al., 2021).

### فیلترهای پزشکی
ساختار پرها که قادر به جداسازی ذرات ریز هستند، در توسعه فیلترهای برای دستگاه‌های پزشکی مانند دیالیز به کار رفته‌اند. این فیلترها می‌توانند عملکرد بهتری نسبت به نمونه‌های متعارف داشته باشند (Baker et al., 2022).

### مواد خودترمیم‌شونده
خاصیت ترمیم‌پذیری پرها الهام‌بخش توسعه مواد خودترمیم‌شونده برای کاربردهای صنعتی شده است. این مواد می‌توانند آسیب‌های سطحی را به صورت خودکار ترمیم کنند (Hill et al., 2021).

### فناوری‌های تصفیه آب
ساختار پرها که قادر به جذب فلزات سنگین هستند، در توسعه سیستم‌های تصفیه آب برای مناطق محروم مورد استفاده قرار گرفته‌اند. این سیستم‌ها می‌توانند آلاینده‌های آب را با هزینه کم حذف کنند (Cooper et al., 2022).

### پوشش‌های ضد بازتاب
خاصیت پرها در کنترل بازتاب نور در توسعه پوشش‌های ضد بازتاب برای لنزها و پنل‌های خورشیدی به کار رفته است. این پوشش‌ها می‌توانند بازتاب نور را تا 99 درصد کاهش دهند (Stewart et al., 2021).

### مواد تغییر شکل دهنده
مطالعه تغییر شکل پرها در حین پرواز منجر به توسعه مواد هوشمندی شده که می‌توانند شکل خود را در پاسخ به محرک‌های محیطی تغییر دهند. این مواد در رباتیک و هوافضا کاربرد دارند (Murphy et al., 2022).

## گونه‌های پر
ساختمان پرها در نقاط مختلف بدن پرندگان از نظر شکل و حتی رنگ و اندازه متفاوت است. پرهای بال مخصوص پرواز و سایر پرها برای گرم نگه داشتن و محافظت بدن است. پرها در پرندگان به سه دستهٔ کرک‌پر،
پوش‌پر و شاه‌پر (پرهای پروازی) تقسیم می‌شوند. پرندگان از کرک‌پرها برای به دام انداختن هوا در لابه لای پرها به جلوگیری از اتلاف گرما استفاده می‌کنند. پوش‌پرها هم مقاومت هوا را در برابر پرواز کاهش می‌دهند و بدن را حفظ می‌کنند. شاه‌پرها هم به پرنده توان پرواز می‌دهد که در بال‌ها و دم‌ها برای صعود و تعادل کاربرد دارد.
شاهپرها:
این پرها از خارج بدن پرنده را پوشانیده اند و در زیر آنها معمولاً پرهای دیگری قرار گرفته‌است. پرهای بال و دم جزو این دسته به‌شمار می‌روند. تعداد پرهای بزرگ کم و بسته به نژاد و جنس و گونه تفاوت می‌کند. پرهای بزرگ دارای یک محور اصلی (quill) می‌باشد که در قسمت پایین توخالی و در قسمت بالا توپُر است. قسمت توخالی آن قلم پر (Calamus) نام دارد و قسمت توپُر آن محور پر (Rachis) نامیده می‌شود. بخش توپُر از دو طرف دارای شاخه‌های فرعی است که به آنها ریشه پر (barber) می‌گویند، از هر یک از این ریشه پرها، شاخه‌های فرعی دیگری به موازات هم از دو طرف جدا شده که به هر یک از آن‌ها ریشک (barbules) گویند. شاخه‌های فرعی در قسمت انتهایی خود دارای انشعابات کوچک‌تری می‌باشند.
پوش‌پر:
این پرها معمولاً تمام بدن را فرا می‌گیرند و اغلب پرهای بزرگ در بعضی قسمت‌ها روی آن‌ها را می‌پوشاند (مانند بال‌ها). وظیفه این پرها حفظ و پوشش بدن است و تعداد آنها فوق‌العاده زیادتر از پرهای بزرگ است.
کرک‌پر:
این پرها در زیر پرهای کوچک‌تر قرار گرفته و داخل فولیکول کوچکی در لایه روپوست (اپیدرم) بدن فرورفته است.

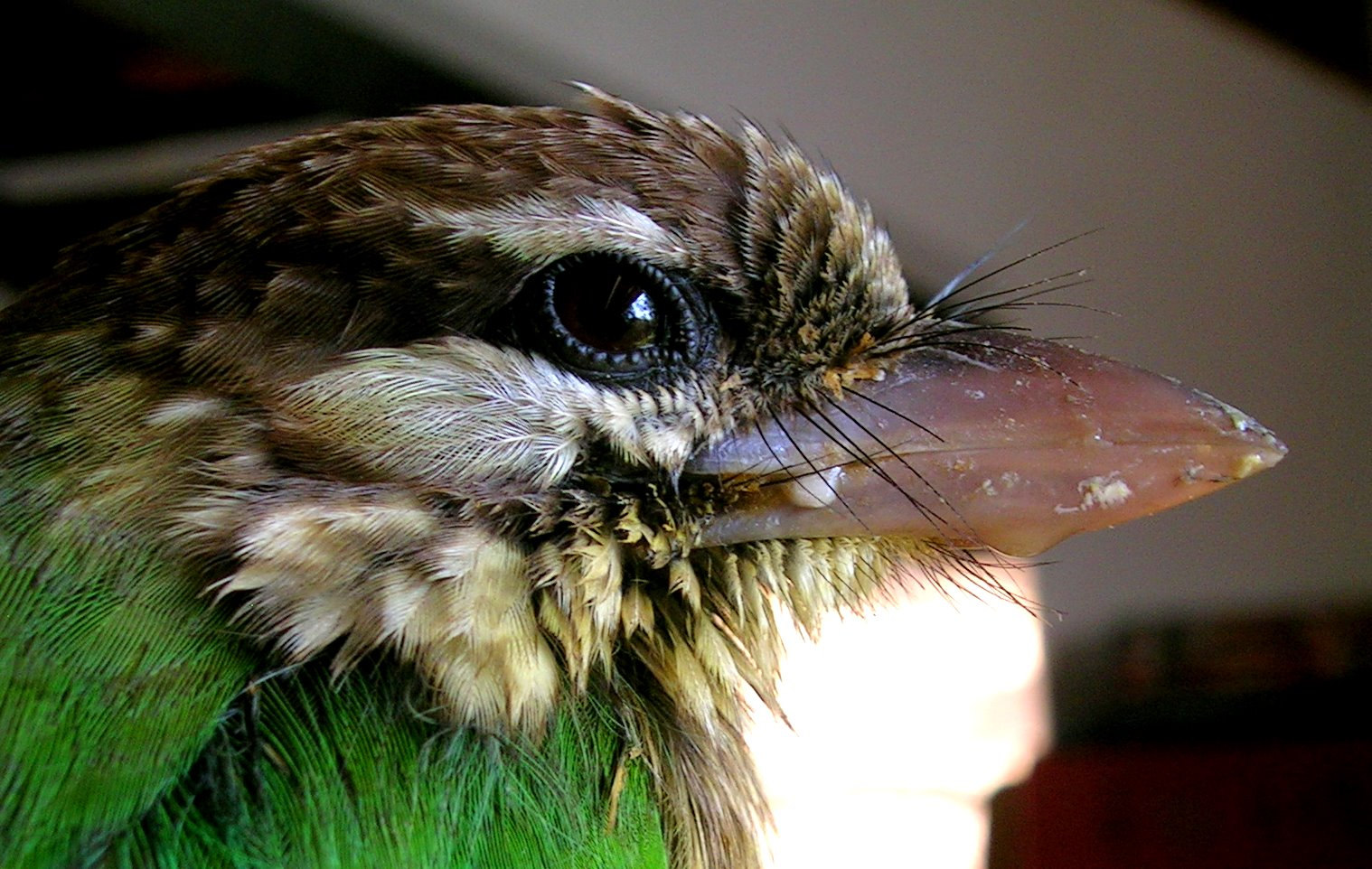
موپرهای سبیل‌مانند در ریش‌مرغ گونه‌سفید

## طرز رویش پر
اگرچه پرها بیشتر بدن پرنده را می‌پوشانند، اما تنها از بخش‌های مشخصی روی پوست ایجاد می‌شوند. پرها از مجاری مخصوصی در پوست به نام مجرای پر یا (perylae) تشکیل می‌شوند. این مجاری و حفره‌ها در تمام نواحی بدن وجود دارد. اولین آثار بوجود آمدن این مجاری در پنجمین روز زندگی جنینی پدیدار می‌شود. هر پر در یک فولیکول که در پوست جنین قرار دارد، شروع به تشکیل می‌کند. در داخل این فولیکول‌ها پرهای اصلی تشکیل می‌شود. پرهای اصلی از یک لکه در قاعده فولیکول منشأ می‌گیرند و به مرور رشد آن زیاد و از پوست خارج می‌شود، به‌طوری‌که پس از مدتی پرها قابل دیدن می‌شوند و به‌تدریج بر رشد این پرها اضافه می‌گردد و بخش‌های مختلف پر شکل می‌گیرند. تغذیه پرها بوسیله پولپ‌هایی در پوست انجام می‌شود که دارای مویرگ‌های خونی هستند. این مویرگها در هنگامیکه پر هنوز میله ای است زیادتر و طولانی‌تر می‌باشد ولی بمرور زمان که قسمتهای دیگر پر تشکیل می‌شود کوتاهتر می‌گردند. در پرهایی که کاملاً به رشد انتهایی خود رسیده‌اند، تقریباً این پولپ‌ها از بین می‌روند. اولین آثار تشکیل رنگدانه‌های ملانوبلاست در جنین پس از ۸۰ ساعت ظاهر می‌شود این ملانوبلاست‌ها در جرم پرها جای می‌گیرند و طی مرحله تشکیل شدن پرها به قسمتهای مختلف پر مانند ساق اصلی، ریش، ریشک و ریشک‌های فرعی می‌روند و سبب رنگین شدن پرها می‌گردند. علت تنوع رنگ پرها وجود رنگدانه‌های مختلف و همچنین طرز قرار گرفتن آنها می‌باشد.
به‌طور کلی پرها در جنین به ترتیب زیر تشکیل می‌شوند:
در ۶ روزگی سوزن یا میله داخلی فولیکول تشکیل می‌شود.
در ۱۲ روزگی از پوست خارج می‌شود.
در ۱۸ روزگی ریش‌ها از محور اصلی به خوبی خارج می‌گردند.